# Далет-эффект
«Далет-эффект» (англ. The Daleth Effect, также название переводилось как «Эффект Далета») — научно-фантастический роман американского писателя-фантаста Гарри Гаррисона, впервые опубликованный под названием «In Our Hands The Stars» в журнале Analog Science Fiction, в трёх номерах с декабря 1969 по февраль 1970 года.

## Сюжет
Израильский учёный Арни Клейн открыл новый тип энергии, использование которой позволит разработать эффективный двигатель, способный открыть человечеству дорогу в дальний космос. Он назвал её «далет-эффектом», однако бежит вместе со своим секретом из Израиля в Данию, чтобы новой технологией не воспользовались военные для своих проектов. Благодаря датчанам Клейн выжил в холокосте, поэтому вместе со старым датским другом Ове Расмуссеном он решил развивать мирную космическую программу именно в этой стране. Они быстро добиваются успехов и вскоре Дания становится ведущей космической державой. Остальные влиятельные государства, особенно Израиль, не могут мириться с тем, что перспективная военная технология монополизирована мирной скандинавской страной, поэтому спецслужбы сразу нескольких стран начинают охоту за Клейном и Расмуссеном в надежде первыми похитить секрет далет-эффекта и получить преимущество перед остальными государствами.

## Отзывы
Джеймс Блиш описал роман как «динамическая приключенческая история […] такая же захватывающая и мрачная, как у Джона Ле Карре… хотя, боюсь, не так же хорошо написано». Стэнли Шмидт внёс роман в свой список «10 НФ книг для учёных».